# 迪伦多夫
迪伦多尔夫是德国莱茵兰-普法尔茨州的一个市镇。总面积6.50平方公里，总人口621人，其中男性310人，女性311人（2011年12月31日），人口密度96人/平方公里。